# Alemanda
L'alemanda, o allemande com s'anomena en francès, a vegades també alemanya en català, és una peça de música i un ball que va tenir un lloc important en el repertori musical i coreogràfic, principalment al segle xviii.

## La música
Allemande de la primera suite, per a violoncel sol, en sol major, de Johann Sebastian Bach (?·pàg.)
En música, l'allemande és un peça de tempo moderat i de compàs binari a dos o quatre temps (usualment 4/4, de vegades 2/2 o 2/4). En la suite de danses barroca, l'allemande ocupa en general la primera posició abans de la courante; pot, eventualment, ser precedida d'una peça de forma lliure, com per exemple, un preludi, una obertura, o una tocata.
L'allemande és sovint la peça més elaborada, aquella en la que el contrapunt és més desenvolupat; per això, quan al segle xviii l'estructura de la suite barroca es va abandonant, es desenvolupa la forma sonata i es passa a una generalització de les peces imitatives o de caràcter, és sovint l'únic element a subsistir, on es pot observar la solidesa de les competències del compositor.
Per a Antoine Furetière, «és una peça de música que és greu, plena de mesura, que hom toca sobre els instruments, i particularment en el llaüt, la tiorba, l'orgue, i el clavecí».
Sébastien de Brossard, la descriu com una «Simfonia greu, ordinàriament a 2 temps, sovint a 4».
Per a Johann Mattheson (c. 1739), és una verdadera invenció alemanya que reflecteix un esperit satisfet i jovial agradant-se en l'ordre i la calma».
L'allemande barroca desapareix cap al 1750, com ho testimonia Jean-Jacques Rousseau al seu diccionari: «Mena d'aire o d'obra de música de la qual la música és a 4 temps i es bat de manera greu. Sembla, pel seu nom, que aquest caràcter d'aire ha vingut d'Alemanya, encara que això no es coneix del tot. Tocar una alemanda és arreu antiquat, i a penes els músics se'n serveixen avui: els que se'n serveixen encara li donen un moviment més alegre».

## El ball

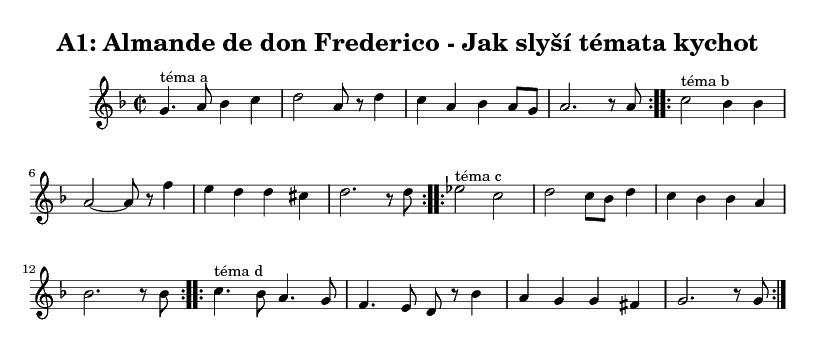
Allemande de Don Frederico, publicada per l'editor Petrus Phalesius

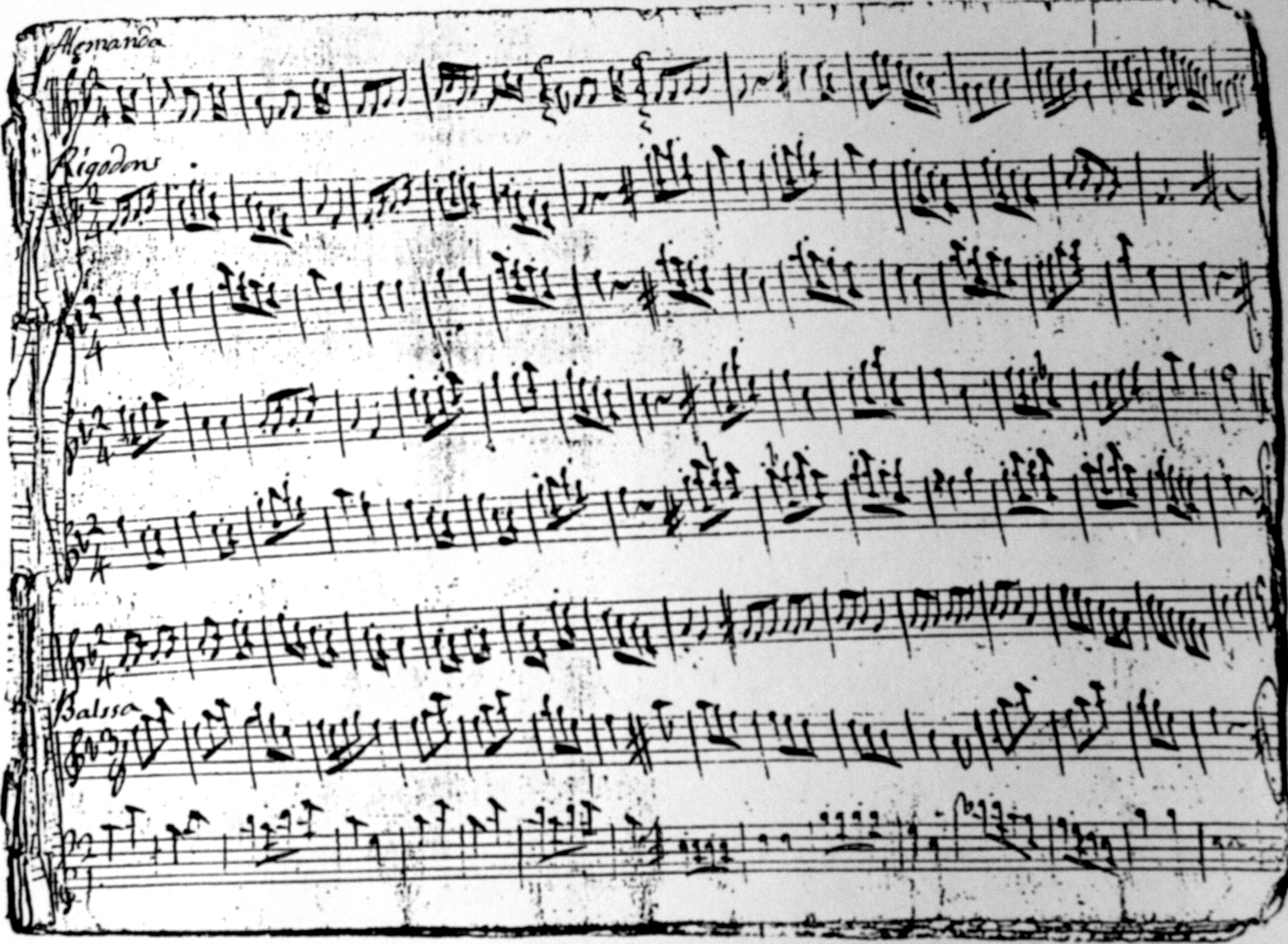
Allemande (alemanda segons el document) i rigodon en un quadern de llibertats d'orgue de ca. 1820 conservat a la Seu de Lleida

L'allemande és un ball en parella que apareix en els repertoris de dansa del segle xvi, i es converteix en un ball teatral al següent segle. L'allemande desapareix com a ball al començament del segle xvii, d'on el caràcter poc ballat de les alemanyes en la música de teclat.
El 1589, Thoinot Arbeau la descriu com un ball lent per fer la cort, a quatre temps, compost de tres parts musicals, de les quals la tercera és més lleugera i més saltironada. És «un ball ple d'una gravetat mediocre, familiar als alemanys [...]».
Al segle xviii, Raoul-Auger Feuillet i Louis Pécour la descriuen com un ball complex, on apareixen nombroses «voltes alemanyes», a les que deu el seu nom. Noverre qualifica els balls alemanys de la seva època de «trossos brillants i difícils». És també una de les figures de la contradansa.
Després de 1750, l'alemanda torna als balls de la fi del segle xviii, i influeix de manera clara en la contradansa. Procedent del ländler (3/4 o 3/2), pot llavors ser de dos o a tres temps. Es fa un ball a la moda als salons parisencs i els seus llaços i «torres de braç» amb el company empenten els costums dels adeptes al minuet. Guillaume ha publicat diverses edicions del seu Almanach dansant ou Positions et attitudes de l'allemande (probablement de 1768 a 1772).
L'alemanda assegurarà la transició entre el mític minuet i el nou vals romàntic.